# スウィング・アウト・シスター
スウィング・アウト・シスター (Swing Out Sister) は、イギリスのクロスオーバー、ポップ系男女デュオ。ヒットを出した当初はトリオだった。
「ブレイクアウト」 (Breakout) や「サレンダー」「セイム・ガール」などのヒット曲で知られている。音楽ジャンルは、ブルー・アイド・ソウル、ソフィスティ・ポップ、クロスオーバー、ジャズ、シンセ・ポップなどに分類できる。バンド名は、公式ホームページや音楽記事などでSOSと略して表記されることもある。
日本で特に人気が高く、日本限定でアルバムを発売したこともあるほか、日本のテレビドラマの主題歌として「あなたにいてほしい」を書き下ろしたこともある。

## 来歴

### 結成
現在はデュオであるスウィング・アウト・シスターは、当初はキーボード担当のアンディ・コーネル (Andy Connell)、ドラムのマーティン・ジャクソン (Martin Jackson) と、後から加わったヴォーカルのコリーン・ドリュリー (Corinne Drewery) のトリオで1984年に結成された。バンドの名前は、1945年のアーサー・トリーチャー主演映画『Swing Out, Sister』から採られた。
元々NMEの広告を見てワーキング・ウィークのオーディションを受けたコリーンが1週間でクビになったことを受けて、コリーンの声に魅力を感じたアンディがコリーンをスカウトした。

### 1985年-

#### 『It's Better To Travel』
マーキュリー・レコードと契約し、ポール・スティブリー・オードフィーをプロデューサーに迎えデビューアルバム制作を始めたスウィング・アウト・シスターは、デビュー曲となる「ブルー・ムード」 (Blue Mood) を1985年11月にイギリスでリリースしたが、チャートインしなかった。制作途中にはコリーンが落馬して大怪我を負ったアクシデントもあった。この頃、コリーンはまだ仕事を続けていたため、仮病を使ってレコーディングに向かうなどしていた。しかし落馬の経験がコリーンに歌一本で活動していくことを決心させた。
1986年末に発売したシングル「ブレイクアウト」はイギリスチャート4位そしてアメリカチャート6位を記録するヒットとなった。続くジョン・サーケルのトランペットソロが使われた「サレンダー」(Surrender) はイギリスチャート最高7位、落ち着いたジャズ調の「トワイライト・ワールド」(Twilight World) は多くのミュージシャンの手でリミックスされダンスナンバーともなった。アルバム『ベター・トゥ・トラベル』は1987年5月11日にイギリスで発売されてチャート1位となる。アルバムに、サーケルとともにレベル42との共演で知られるゲイリー・バーナクル（サクソフォーン）、エイジアとのセッションにも加わったルイス・ジャーディム（パーカッション）、ティム・キャンスフィールド（ギター）、ジェリー・ヘイ（トランペット、フリューゲルホルン）らも参加した。のちにこのアルバムからは「ブレイクアウト」のような陽気なポップ調の「フール・バイ・ア・スマイル」(Fooled By a Smile) がシングルカットされた。バンドは、「ブレイクアウト」で1988年のグラミー賞最優秀新人賞とグループやデュオによる最優秀ポップ・ヴォーカル賞にノミネートされた。
『ベター・トゥ・トラベル』は、アレンジを担当したリチャード・ナイルスによって、管楽器・弦楽器調のシンセサイザー、ドラムサウンドや木琴などを効果的に織り交ぜ、ジャズと当時流行ったテクノポップを融合させたものとなっている。これは、1950年代後半のナイトクラブ的雰囲気に、テクノポップ調の装いを纏わせたホーンセクション用いたジャズと解釈されている。
アルバムに収録された「トワイライト・ワールド (superb,superb,mix)」のイントロは、東京駅に到着する列車の日本語による車内アナウンスの効果音として用いられ、トリオ編成だった当時、ダイドードリンコのテレビCMに出演している。楽曲は「フールド・バイ・ア・スマイル」が使用された。

### 1989年-

#### マーティンの脱退
セカンドアルバム『カレイドスコープ・ワールド』制作中に、「サレンダー」で印象的なドラム演奏を聞かせていた結成メンバーのマーティン・ジャクソンが、音楽観の相違からバンドを脱退した。コリーンは後年のインタビューでマーティンが二人よりももう少しパンク寄りの音楽性であったとしている。ライナーノーツには"special thanks to Martin Jackson"と記され、「テインテッド」(Tainted) や「ビトウィーン・ストレンジャーズ」(Between Strangers) の共作者として名を残している。このアルバム以降はコーネルとドリュリーのデュオ編成となった。

#### 『Kaleidoscope World』
1989年に発売された『カレイドスコープ・ワールド』は、時代の流れに追随せずレトロな音楽に根源を求め、後の彼らの音楽スタイル確立に繋がる転機となった。シンセサイザーの音源に強く依存していた前作と比較して、バート・バカラックやジミー・ウエップのようなイージーリスニング調の編成に影響を受け、オーケストラを上手く融合させ作曲や編曲にクラシック音楽的な傾向を持たせた本作は、より芳醇さと深みを与えている。これらは、最初のシングル「ユー・オン・マイ・マインド」(You On My Mind) や、ジョン・バリーの「真夜中のカーボーイ」からのサンプリングを含んだ「フォーエヴァー・ブルー」(Forever Blue) で顕著に見られる。前作に見られたオリジナリティが影を潜めたととの批評もある。例外として、アメリカのみでシングルカットされた「ウェイティング・ゲーム」(Waiting Game) は「ブレイクアウト」に通じるポップ調に仕上がっている。

### 1992年-
『カレイドスコープ・ワールド』発売後、スウィング・アウト・シスターはイギリスや日本などを廻るライブツアーを敢行するなどの日々を過ごし、次回作の発売までに3年を要した。

#### 『Get In Touch With Yourself』
彼らが模索するレトロ的な音楽観は、1992年5月に発売された3枚目のアルバム『ゲット・イン・タッチ・ウィズ・ユアセルフ』のサウンドやイメージの中に顕著に浮かび上がりつつも、上手く融合させることに成功した。全体を通して強いダンスミュージックのテンポで彩りつつも、収録曲の多くは、例えばダスティ・スプリングフィールドの曲を軽やかなアレンジでカバーした「セイム・ガール」(Am I The Same Girl? ) のように、1960年代から70年代のジャズやポップス、ソウルミュージックやファンクなどの影響を受けている。この傾向は以後のアルバムにも強く見られる。70年代のソウルミュージックやモダンポップ調を上手く取り入れているタイトルトラックの「ゲット・イン・タッチ・ウィズ・ユアセルフ」(Get In Touch With Yourself) はスムーズ・ジャズやアダルト・コンテンポラリーのラジオプログラムで頻繁に紹介された。「セイム・ガール」は全英21位、全米45位と久々にシングルでのチャート・ヒットを記録した。
この頃、ドリュリーはそれまで彼女のトレードマークと言えるボブカットから、アルバムのテーマに則す形で髪を伸ばし始めた。
1993年に初のライブアルバム『ベスト・ヒッツ・ライヴ』(Live at the Jazz Café) を発表した。

### 1994年-

#### 『The Living Return』
前作発売から、4枚目となるアルバム『リヴィング・リターン』が発売された1994年までの間に、バンドを取り巻く環境は大きく変化した。プロデュースはそれまでのオードフィーに代わってレイ・ヘイデンが起用され話題となった。彼は肩の力が抜けたスウィング・アウト・シスター本来の魅力をスタジオ録音で引き出すことに貢献した。バンドの正式メンバーは変わらずコーネルとドリュリーの二人のみであったが、サポートメンバーに52nd Streetでもベースギターを担当していたデレック・ジョンソン、パーカッション担当のクリス・マニス、ドラマーのマイク・ウィルソン、トランペットのターケルなど総勢10名の豪華なものとなった。このユニットによる演奏は、日本で先行リリースされたライブ・アルバム『ベスト・ヒッツ・ライヴ』(Live at the Jazz Café) でも聴くことができる。『リヴィング・リターン』は、往年のソウル・グループであるデルフォニックスの曲をカバーし、映画『フォー・ウェディング』のサウンドトラックにも加えられたシングル「ラ・ラ・ミーンズ・アイ・ラヴ・ユー」(La La (Means I Love You)) が収録されている。「オ・ペサデロ・ドス・オートレス」(O Pesadelo Dos Autores) は複数の曲（「Brazilian Rhyme」「Come With Me」「My Cheri Amour」「The Smiling Hour」「Butterfly」）をメドレー形式にカバーした珍しいものである。

### 1996年-

#### 日本でヒット
一般に、デビューアルバムがヒットしても続くアルバムで好調な売れ行きを持続させることは欧米諸国では難しい。スウィング・アウト・シスターは、ジャズ系列のラジオで楽曲が多く放送されたがヒット作品に恵まれなかった。彼らは日本でTBSテレビのテレビドラマ『真昼の月』の主題歌用に書き下ろした「あなたにいてほしい」(Now You’re Not Here) が、ドラマとともに大ヒットし、日本のみで発売された同シングルは30万枚を越える洋楽売り上げ1位を記録し、1997年第11回日本ゴールドディスク大賞洋楽部門のグランプリ・シングル賞を受賞した。オリコン洋楽シングルチャートでは1996年8月19日付から11週連続1位を獲得した。

#### 『Shapes and Patterns』
ロンドンと東京でレコーディングされた『シェイプス&パターンズ』は1997年に日本で先行発売され、のちに欧米でもリリースされた。オードフィーがプロデューサーとして戻り、収録曲のほぼ半分について共同制作者としても名を連ねている。録音にギャヴィン・ライト率いるオーケストラが起用され、バカラックやウエップまたはバリーらと同等にミニー・リパートン&ロータリーコネクションやフィフス・ディメンションの影響を受けた弦楽器の編曲やラテン音楽のリズムなど、『カレイドスコープ・ワールド』的なアレンジが施されているとライナーノーツで触れている。
アルバムは、ローラ・ニーロの「ストーンド・ソウル・ピクニック」(Stoned Soul Picnic) のカバーや、前作のアルバムからリミックスした「ベター・メイク・イット・ベター」(Better Make It Better)、「あなたにいてほしい」、「サムホエア・イン・ザ・ワールド」(Somewhere in the World)、「ユー・オールレディ・ノウ」(You Already Know)、「アイシュ・コールド・アズ・ウィンター」(Icy Cold as Winter) などを収録している。録音にドラマーの屋敷豪太が加わり、本格的に日本人ミュージシャンが彼らのアルバム制作に参加する最初の例ともなった。

### 1999年-

#### 『Filth and Dreams』
6枚目のスタジオ録音アルバム『フィルス&ドリームズ』は、以前のアルバムよりもシンプルかつ強くジャズに傾倒しつつ演出過剰を抑えたアレンジが施されており、スウィング・アウト・シスターにとって原点へ回帰し再度自らを発見し直したものとなった。このアルバムは1999年に日本でのみリリースされ、唯一他国での発売に至っていない。収録曲「フーズ・ビーン・スリーピング」(Who's Been Sleeping) だけはリミックスされ他国でもシングルが発売された。タイトルトラック「フィルス&ドリームズ」は映画『ノッティングヒルの恋人』でも使われ、日本発売版サウンドトラックにも収録された。

### 2001年-

#### 『Somewhere Deep in the Night』
通算7枚目となるスタジオ録音アルバム『サムウェア・ディープ・イン・ザ・ナイト』はフランスで制作され、2001年5月に日本で先行リリースの後欧米各国でも発売された。このアルバムは1999年7月に交通事故により急死した、マーキュリー・ミュージック・エンターテインメントの柳田一彦に捧げられた。コーネルとドリュリーは、彼の葬儀に参列するため急遽来日する程に親密な間柄だった。
アルバム全体のインスピレーションは、スキー旅行で出かけたアルプスの山頂で得た不思議な感覚が元になったと答えている。収録曲は、フランス語のモノローグで構成された「サスペンディッド・イン・タイム」（Suspended In Time）やインストルメンタル、歌詞の無いハーモニーなどで構成され、必ずしも歌詞をつける事にこだわらない考えが前面に出されている。全体で、スウィング・アウト・シスターの真髄とも言える金管楽器や弦楽器を多用したアレンジが施された曲の中に、時に暗鬱さや気だるさを内包させた旋律重視の曲や内省的な雰囲気を醸し出す曲などを織り込んだ編成となっている。プロデューサーのオードフィーは、全収録曲の共作者としてもクレジットされ、バックコーラスとしても参加している。彼はこのアルバムを評して、「アルプスをスキーで滑り降りる時か、モナコの海岸でランボルギーニをドライブしながら聴くのに最適」と答えている。このアルバムから、アメリカの発売元がユニバーサル・レコードの撤退に伴いシャナキー・レコードへ変わった。
2002年にアントニオ・カルロス・ジョビンをカバーしたakikoのマキシ・シングル「ウォーターズ・オブ・マーチ」（Waters of March）をオードフィーと共同でプロデュースし、ロンドンで録音されたこの曲はコーリンとakikoのデュエット。

### 2004年-

#### 『Where Our Love Grows』
続けて、バンドは8枚目のアルバム制作に取り掛かかり、『ホエア・アワ・ラヴ・グロウズ』は2004年4月28日に先行して日本で、7月にイギリスでそれぞれ発売された。GQマガジンはレビューで、スウィング・アウト・シスター過去最高の出来と絶賛した。アルバムは豊かで陽気なレトロ・サウンドにジャズ・ソウル・R&B・ラテン・イージーリスニングが融合した曲に溢れている。いくつかの曲にロジャー・ニコルズの『The Small Circle of Friends』やハービー・マンの曲からのサンプリングも使われている。
同年、コーネルとドリュリーの2人が他アーティストの楽曲を選曲したコンピレーション・アルバム『アワ・フェイヴァリット・シングス』も発売された。

### 2005年-

#### ワールド・ツアー
2005年から翌年にかけてスウィング・アウト・シスターはワールド・ツアーを催した。2005年に訪れたイギリス・日本・カナダはコーネルが帯同せず、代わりにダン・スワナがキーボードを担当した。公式ページの掲示板に「kinkladze」ユーザー名で書き込まれたコーネル本人のコメントによると、近年のコンサートツアーで感じていた身体の不調が酷くなったために取られた措置とのことだった。これにファンが不満を多く漏らした。2005年末頃から、スウィング・アウト・シスターはロンドンで新譜の制作に取り掛かり始め、これに集中するため2006年に予定されていたアメリカ2度目のツアーはキャンセルされた。

### 2006年-
前年から取り掛かっている新アルバム『Even When Tonight Is Over』制作の傍ら、イギリスITV1が放送しているナイジェル・ハーマン主演のテレビドラマシリーズ「The Outsiders」用に主題曲を書いている。この曲も新作アルバムに収録される予定である。

### 2007年-
花王のシャンプーであるセグレタのCMソングとなった「シークレット・ラヴ」(Secret Love、AVCD-31271) が8月1日に日本独自企画盤音源としてリリース。SoftBankの携帯電話「PREMIUMシリーズ (820SH・821SH)」のCMソングとして「ブレイクアウト」が使用された。

### 2008年
2005年から製作に取り掛かっていたアルバム『ビューティフル・メス』(Beautiful Mess) を2月27日にリリース。8月6日に日本のみでリリースされた久保田利伸のトリビュート・アルバム『The World Sings KUBOTA』に参加し、「Be Wannabe」をカヴァーした。

### 2012年
全曲新録音のベストアルバム『Private View+2』を7月18日にリリース。同時にライブビデオ『tokyo stories~ライヴ・アット・ビルボード東京2010』もリリース。

### 2013年
2月20日に日本のみでリリースされた荒井由実のトリビュート・アルバム『You&Me あの日にかえりたい』に参加し、『中央フリーウェイ』をカヴァーした。

### 2017年
10枚目のアルバム『オールモスト・パスウェイディッド』(Almost Persuaded)を発売。

### 2024年
4月、ビルボードライヴ東京・横浜・大阪で来日公演を開催。

## メンバー

### アンディー・コーネル (Andrew "Andy" Connell)
1961年7月26日、マンチェスター生まれ。少年期から慣れ親しんだピアノでは、クラシックピアノの英国王立音楽検定グレード8である。クラシックは元々好きでなく、親のためにやっており、自分の時間がある時はポップ・ミュージックを聴いていた。その後「バッハやバカラックは捨て去った」と公言するなどクラシック音楽と決別し、マンチェスター大学で哲学を専攻しながらミュージシャンとしての経歴を開始した。
マンチェスターで活動していたポストパンクバンドのザ・イメディエイツ、モダン・ファンク・バンドの先駆けといわれるア・サーティン・レイシオに加わった。ジャズ寄りのバンド、カリマでもサポートとして演奏する。このバンドはアシッドジャズムーブメントの先駆的存在として伝説のバンドであるが、その時にマーティン・ジャクソンと出会う。1982年にマーティンと組み電子楽器を駆使した独創的なアルバム『UK Electro』を製作した。スウィング・アウト・シスター結成後はピアノ・キーボードなどを担当。ほとんどの作曲と編曲を受け持っている。ビデオクリップ「スルー・ザ・スカイ」では監督もしている。
スウィング・アウト・シスター以外でも、アンディは他のミュージシャンのセッション参加やプロデュース・編曲などをこなしている。バンド結成直後の1985年にクアンド・クアンゴの『Pigs & Battleships』にピアニストとして録音に参加、2004年にソニア・フィリップスが製作しブレアデス国際短編映画祭2005にノミネートされた15分の映画『パンツの王子様』(The Knickerman) の音楽制作を担当している。

### コリーン・ドリュリー (Corinne Drewery)
1959年9月21日、ノッティンガム生まれ。彼女の父がトム・ジョーンズやサンディ・ショウなどのサポートを務めたミュージシャンだった事もあって、ドリュリーもクラシックやポップ・ミュージックに囲まれつつ育ち、歌うことには子供の頃から興味があった。17歳の時にロンドンに移住し、アート専門学校・セント・マーティンズでファッションを学んだドリュリーはデザイナー兼モデルの仕事に就いた。モデル時代に当時BIGIに在籍した菊池武夫のコレクション・ショーで来日した。歌手としてもWorking Weekなどのバンドに参加した。スウィング・アウト・シスターでは作詞を担当し、作曲にもコーネルと共同で当たる事もある。最大の魅力は「オプティミスティック・アルトフルート」と称されているボーカルで魅せる声にある。本人は「しゃべるように歌う」「自分に正直に声を出す事」を心がけている。

### 過去に在籍したメンバー

#### マーティン・ジャクソン (Martin Jackson)
1958年8月30日、マンチェスター生まれ。元パンク少年だったが、ワルシャワ（後のニュー・オーダー）というバンドに参加後、ヴァージン・レコード店の壁に貼ってあった「ドラマー募集」という広告を見て応募したのが、マガジンというバンドだった。マガジンがアルバム「リアル・ライフ」を発表後にメンバー間で衝突し、彼のドラミングに変化があったという。その後ザ・カメレオンなどの多くのバンドでドラムを演奏した。その後カリマに参加し、そこでアンディと出会う。
スウィング・アウト・シスターでもドラムを担当したジャクソンは、2枚目のスタジオアルバム『カレイドスコープ・ワールド』録音中に突然脱退した。アンディは「グループがやろうとする音が変わったから彼が離れた。彼はダンスビートの曲作りに興味があったから。しかし今回のアルバムはもっと歌をメインにしようということになった。だから彼は自分の道を進もうという決意をした」と言っている。コリーンは「もし彼の書いたものを使ったら、もっと新しい手法のエレクトロニクスの多い音になっていたと思う。でも今回はオーソドックスな、いわゆるヴァース・コーラスやミドルエイトなどが入った曲を志向したの」と語っている。プロデューサーのオードフィーは、「ジャクソンはバンドを立ち上げる重要な役回りを受け持ち、彼無しにはスウィング・アウト・シスターは世に出なかった」と語った。しかし、その一方でジャクソンのドラム演奏をアルバムで使わず、セッションドラマーとして有名なクリス・ウイッテンを起用した。そのため、『ベター・トゥ・トラベル』でジャクソンはパーカッション演奏とクレジットされている。オードフィーは、ジャクソンがハード・ロック志向を高めてバンドを脱退した際、それも仕方が無い事と評した。その後、ジャクソンはフランク・ザッパの音楽活動に加わった。

## 日本との関わり
親日家であり、他のどこよりも日本からインスパイアされてきたと語っている。コリーンは叔母が持っていた素敵な着物を着た芸者の人形が大好きだったこともあり、4歳の頃から日本に行くこと、着物を着ることなどを夢見ていた。
また、日本のファンは飽きずにずっと支えてきてくれたとも語り、日本先行発売でアルバムを発表したこともある。
日本に訪れた際はレコード店を巡ったり、CDやレコードを買い漁ったりするという。また、日本の良さとして「古きものと新しいもののバランスがとれている事」「季節や自然を大事にする心」だと語っている。

## ディスコグラフィ

### スタジオ・アルバム
- 1987年 ベター・トゥ・トラベル - It's Better To Travel
- 1989年 カレイドスコープ・ワールド - Kaleidoscope World
- 1992年 ゲット・イン・タッチ・ウィズ・ユアセルフ - Get in Touch with Yourself
- 1994年 リヴィング・リターン - The Living Return
- 1997年 シェイプス&パターンズ - Shapes and Patterns
- 1999年 フィルス&ドリームズ - Filth and Dreams
- 2001年 サムウェア・ディープ・イン・ザ・ナイト - Somewhere Deep in the Night
- 2004年 ホエア・アワ・ラヴ・グロウズ - Where Our Love Grows
- 2008年 ビューティフル・メス - Beautiful Mess
- 2017年 オールモスト・パスウェイディッド - Almost Persuaded

### コンピレーション・アルバム
- 1987年 アナザー・ノン・ストップ・シスター - Another Non-Stop Sister（リミックスアルバム）
1990年 SWING3（スウィング・スウィング・スウィング）(リミックスアルバム）
- 1991年 Splendid Collection (日本独自企画盤/1stアルバム及び2ndアルバムにリミックスアルバム2枚を加えた4枚組CD)
- 1992年 スウィング・アウト・シングルズ - Swing Out Singles（ベストアルバム）
- 1996年 ベスト・オブ・スウィング・アウト・シスター～あなたにいてほしい - Best of Swing Out Sister (ベストアルバム)
- 2001年 Breakout: The Very Best of Swing Out Sister（ベストアルバム）
- 2001年 20th Century Masters: Swing Out Sister Millennium Collection（ベストアルバム）
- 2002年 カフェ・オレンジ〜スウィング・アウト・シスター - café Orange（ベストアルバム）
- 2003年 アルティメイト・コレクション - The Ultimate Collection（ベストアルバム）
- 2012年 PRIVATE VIEW+2（アルバム・デビュー25周年記念企画盤/ヒット曲のジャズ・アコースティック・アレンジ・アルバム）
- 2014年 スウィング・アウト・シスター〈結成30周年記念ベスト〉 - The Essential Swing Out Sister（ベストアルバム）
- 2022年 ブルー・ムード,ブレイクアウト・アンド・ビヨンド…ジ・アーリー・イヤーズ・パート1 - Blue Mood, Breakout & Beyond（8枚組CDボックスセット、1987年から1992年までのアルバム4作にBサイド、リミックス、ヴァージョン違いを収録したボーナスディスク4枚が付属）
- 2025年 Certain Shades Of Limelight（8枚組CD-BOX、1994年から2004年までのアルバム5作にBサイド、リミックス、ヴァージョン違いを収録したボーナスディスクが付属）

### ライブ・アルバム
- 1993年 ベスト・ヒッツ・ライヴ - Live at the Jazz Café

1. ゲット・イン・タッチ・ウィズ・ユアセルフ
2. ユー・オン・マイ・マインド
3. サレンダー
4. エブリデイ・クライム
5. トワイライト・ワールド
6. サーキュレイト
7. セイム・ガール
8. ブレイク・アウト
9. ノット・ゴナ・チェンジ
10. フー・レット・ザ・ラブ・アウト/エクスパンジョンズ/コニー・アイランド・マン/ワイヴス・アンド・ラバーズ

- 2005年 Live in Tokyo

### シングル
- 1985年 ブルー・ムード - Blue Mood
- 1986年 ブレイクアウト - Breakout
- 1987年 サレンダー - Surrender
- 1987年 トワイライト・ワールド - Twilight World
- 1987年 フール・バイ・ア・スマイル - Fooled By a Smile
- 1989年 ユー・オン・マイ・マインド - You On My Mind
- 1989年 ホエア・イン・ザ・ワールド - Where in the World
- 1989年 ウェイティング・ゲーム - Waiting Game - アメリカでのみリリース
- 1989年 フォーエヴァー・ブルー - Forever Blue
- 1991年 風のささやき - The Windmills of Your Mind
日本でのみリリース
- 1992年 セイム・ガール - Am I The Same Girl?
- 1992年 ノット・ゴナ・チェンジ - Not Gonna Change
- 1992年 サーキュレイト - Circulate
- 1994年 ラ・ラ・ミーンズ・アイ・ラヴ・ユー - La La (Means I Love You)
- 1995年 ベター・メイク・イット・ベター - Better Make It Better
- 1996年 ヘヴン・オンリー・ノウズ - Heaven Only Knows
日本でのみリリース
- 1996年 あなたにいてほしい - Now You're Not Here
日本でのみリリース
- 1997年 サムホエア・イン・ザ・ワールド - Somewhere in the World
- 1997年 ウイ・クッド・メイク・イット・ハップン - We Could Make It Happen
- 1999年 フーズ・ビーン・スリーピング - Who's Been Sleeping?
- 2001年 スルー・ザ・スカイ - Through the Sky
- 2004年 ラヴ・ウォント・レット・ユー・ダウン - Love Won't Let You Down
- 2007年 シークレット・ラヴ -  Secret Love
- 2007年 Something Everyday

### ライブビデオ
- 2012年 tokyo stories~ライヴ・アット・ビルボード東京2010

### ビデオクリップ
- Blue Mood
- Breakout
- Surrender
- Twilight World
- Fooled by a Smile
- You on my mind
- Where in the World
- Waiting Game
- Forever Blue
- The kaleidoscope affair
- Am I the Same Girl?
- Not Gonna Change
- La La (Means I Love You)
- Now You're Not Here
- Somewhere in the World
- Through the Sky